# Городское поселение Истра
Городско́е поселе́ние И́стра — упразднённое муниципальное образование (городское поселение) в Истринском муниципальном районе Московской области. Было образовано в 2005 году. Включало 3 населённых пункта: город Истру, деревни Вельяминово и Трусово.

## Население
| 2006    | 2007    | 2008    | 2009    | 2010    | 2011    |
| ------- | ------- | ------- | ------- | ------- | ------- |
| 31 832  | ↗32 641 | ↘32 056 | ↗32 309 | ↗35 696 | ↘35 561 |
| 2012    | 2013    | 2014    | 2015    | 2016    | 2017    |
| →35 561 | ↘35 408 | ↗35 763 | ↘35 623 | ↘35 397 | ↗35 419 |

## История
В ходе муниципальной реформы, проведённой после принятия федерального закона 2003 года «Об общих принципах организации местного самоуправления в Российской Федерации», в Московской области были сформированы городские и сельские поселения.
Городское поселение Истра было образовано согласно закону Московской области от 28 февраля 2005 г. № 86/2005-ОЗ «О статусе и границах Истринского муниципального района и вновь образованных в его составе муниципальных образований».
В состав городского поселения вошли город Истра и две деревни Лучинского сельского округа — Вельяминово и Трусово. Старое деление на сельские округа было отменено позже, в 2006 году.
Законом Московской области от 22 февраля 2017 года № 21/2017-ОЗ, 11 марта 2017 года все муниципальные образования Истринского муниципального района — городские поселения Дедовск, Истра и Снегири, сельские поселения Бужаровское, Букарёвское, Ермолинское, Ивановское, Костровское, Лучинское, Новопетровское, Обушковское, Онуфриевское, Павло-Слободское и Ядроминское — были преобразованы, путём их объединения, в городской округ Истра.

## Состав городского поселения
| № | Населённый пункт | Тип населённого пункта        | Население |
| - | ---------------- | ----------------------------- | --------- |
| 1 | Вельяминово      | деревня                       | ↘475      |
| 2 | Истра            | город, административный центр | ↘34 971   |
| 3 | Трусово          | деревня                       | ↗110      |